# Měrný výkon
Měrný výkon nebo objemový výkon (kW·dm−3) či litrový výkon je výkon motoru vztažený k velikosti jeho pracovního prostoru. V případě pístových motorů k objemu válce. Slouží jako porovnávací veličina.
Značí se Po a používá se pro něj jednotka W·dm−3 nebo W·l−1.